# Lorenz Friedrich Mechlenburg
Lorenz Friedrich Mechlenburg (født 15. februar 1799 i Nebel på Amrum, død 15. oktober 1875 sammesteds) var en dansk-nordfrisisk præst, digter og sprogforsker.
Lorenz Friedrich Mechlenburg blev født som søn af den amringske præst Christian Riese Mechlenburg (1748–1833). Allerede som barn talte han både amrumfrisisk, dansk og tysk. Selve familien stammede fra Norge. Efter Lorenz Friedrich Mechlenburg tog sin studentereksamen ved Husum lærde skole, kom han ind på universitetet i København, hvor han læste teologi. Efter afsluttede studier vendte han i 1825 tilbage til øen. Efter at hans far blev professor i 1827, overtog han farens embede som præst ved Skt. Clemens-Kirken i Nebel. Samme år giftede han sig med amringeren Matje Tückes (1806–1874) - en kusine af Knut Jungbohn Clement - med hvilken han fik i alt ti børn. Ved siden af hans arbejde som præst var han stærkt optaget af det nordfrisiske sprog, men også af arkæologi og naturhistorie. I 1854 afsluttede han arbejdet på en ordbog over det amrumfrisiske sprog. Dessuden indsamlede han folkesagn og sange fra øen. Allerede i 1828 blev han inviteret til at deltage i Det kongelige Nordiske Oldskriftselskab. Under Frederik VII's besøg på Amrum i 1860 blev han tildelt Dannebrogordenen.
I 1853 stillede Mechlenburg, der nærede pro-danske anskuelser i det slesvigske spørgsmål, forgæves op til Folketinget.